# Knific
Knific je priimek v Sloveniji, ki ga je po podatkih Statističnega urada Republike Slovenije s 1. januarja 2024 uporabljalo 309 oseb in je 1240. najpgoostejši priimek v Sloveniji. Največ oseb s tem priimkom, 174, živi v Gorenjski statistični regiji, kjer je priimek po pogostnosti na 156. mestu.

## Znani nosilci priimka
- Andrej Knific (* 1981), fizik in alpinist
- Anton Jožef Knific, duhovnik
- Bojan Knific (* 1971), slovenski etnolog in kustos
- Boris Knific (* 1953), novinar, publicist
- Danijel (Alojz) Knific (1911–1991), čebelar, zborovodja, vrtnar, kletar
- Drag(ic)a Knific Lunder, arheologinja
- Drago Knific (1925–1944), namiznotenisač, partizan
- Franc Knific (p. Engelbert) (1813–1858), zgodovinar
- Gorazd Knific (* 1976), zgodovinar, kustos
- Ivan Knific (1875–1950), potopisec, duhovnik
- Jana Knific (* 1972), zdravnica, psihiatrinja
- Jože Knific (1915–2001), smučarski tekač
- Lina Knific (* 2002), alpska smučarka
- Miha Knific (* 1976), filmski režiser, animator, scenograf, kipar
- Timotej Knific (* 1946), arheolog
- Vladimir Knific (1950–2008), etnolog, konservator